# Clamosa
Clamosa és un nucli de població del Sobrarb, situat al Prepirineu, 21 km al SSO de La Fova, municipi al qual pertany. L'entorn és d'una gran bellesa paisatgística i molt solitari, però el poble és de difícil accés amb més de 10 km de pista sovint tortuosa.
Clamosa és un poble d'origen militar, car es troba damunt d'un tossal rocallós i tenia un castell, probablement del segle x, damunt una roca sobre el poble. Actualment Clamosa s'alça a la vora de l'embassament del Grau.
Al segle xiv el poble de Clamosa es trobava sota la Baronia d'Entença i al segle xv va passar al poder de Jaume II d'Urgell. La primera notícia sobre el nombre de cases o de focs és del 1488. Al segle xv hi havia 10 focs.
Moltes de les cases es troben en estat de ruïna. Destaca l'església de l'Assumpció, d'estil barroc del segle xviii, però poc queda ja del castell del segle xi. El nucli de Pui de Cinca és 2,6 km més al sud, també a la vora de l'embassament.

## Llegenda
A Clamosa es dona un fenomen misteriós anomenat «las Lumbretas de Clamosa». Segons la llegenda, les ànimes de la gent morta encara fan processons religioses amb llums certes nits.